# Chus Lampreave
Chus Lampreave (* 11. Dezember 1930 in Madrid; † 4. April 2016 in Almería) war eine spanische Schauspielerin.
Lampreave hat mehr als 50 Filme gedreht, zahlreiche Rollen im Fernsehen übernommen und dabei mit den wichtigsten Regisseuren des Landes gearbeitet.
Große Erfolge feierte sie in den 1980er-Jahren in Filmen des Regisseurs Pedro Almodóvar, mit dem sie unter anderem Frauen am Rande des Nervenzusammenbruchs (1988) drehte. Weitere Filme mit Almodóvar folgten, darunter Sprich mit ihr (2002) und zuletzt Volver – Zurückkehren (2006). 1993 wurde Lampreave mit dem Goya als Beste Nebendarstellerin für ihre Rolle in Fernando Truebas Belle Epoque ausgezeichnet. Für ihre Darstellung der Tante Paula in Volver – Zurückkehren bekam Chus Lampreave auf den Internationalen Filmfestspielen von Cannes im Jahr 2006 gemeinsam mit ihren Filmkolleginnen Yohana Cobo, Penélope Cruz, Lola Dueñas, Carmen Maura und Blanca Portillo den Preis für die beste Schauspielerin in einem Wettbewerbsfilm verliehen.

## Filmografie (Auswahl)
- 1960: Der Rollstuhl (El cochecito)
- 1972: Mein geliebtes Fräulein (Mi querida señorita)
- 1983: Das Kloster zum heiligen Wahnsinn (Entre tinieblas)
- 1984: Womit hab’ ich das verdient? (¿Qué he hecho yo para merecer esto!!)
- 1986: Matador
- 1987: Das Ohrläppchen des Diktators (Espérame en el cielo)
- 1988: Ich bin der, den du suchst... (Yo soy el que tú buscas)
- 1988: Frauen am Rande des Nervenzusammenbruchs (Mujeres al borde de un ataque de nervios)
- 1989: Die Frau deines Lebens: Die Unerwartete (La Mujer de tu vida: La mujer inesperada)
- 1995: Mein blühendes Geheimnis (La Flor de mi secreto)
- 1998: Torrente – Der dumme Arm des Gesetzes (Torrente, el brazo tonto de la ley)
- 2002: Sprich mit ihr (Hable con ella)
- 2006: Volver – Zurückkehren (Volver)
- 2012: Das Mädchen und der Künstler (El artista y la modelo)